# Будинок магазину мануфактури (Хмельницький)
Будинок магазину мануфактури — (місто Хмельницький, вул. Проскурівська, 17) — будинок рубежу XIX–XX століть з магазином на першому поверсі і житловими приміщеннями на другому. Пам'ятка архітектури місцевого значення.

## Архітектура
Будинок двоповерховий, цегляний, пофарбований, у плані прямокутний. Архітектура будинку в формах історизму поєднує візерунчастість цегляного стилю з елементами неоренесансу й модерну. На симетричній композиції фасаду вирізняються два бічні ризаліти з ступінчастими трикутними фронтонами, та центральна розкріповка, яка на рівні другого поверху має прямокутний еркер, що підтримують ступінчасті консолі. Еркер увінчує високий фронтон складної форми. Фасад багато декорований цегляними деталями, які підкреслено пофарбуванням, по боках від еркеру балкони з ажурними металевими ґратами у стилі модерн.
Під час реконструкцій втрачено близько 50 відсотків автентичних елементів споруди.